# Ethan Mbappé
Ethan Mbappé Lottin (ur. 29 grudnia 2006 w Montreuil) – francuski piłkarz, występujący na pozycji środkowego pomocnika we francuskim klubie Lille OSC.
Jego brat – Kylian Mbappé – również jest piłkarzem.

## Sukcesy

### Paris Saint-Germain F.C.
- Mistrzostwo Francji: 2023/2024
- Puchar Francji: 2023/2024
- Superpuchar Francji: 2023[3]